# John Wooden
John Robert Wooden (Martinsville, 14 de outubro de 1910 - 4 de junho de 2010) foi um jogador e treinador de basquete americano. É considerado o melhor treinador da história do NCAA, graças aos 10 campeonatos vitoriosos conseguidos em toda sua vida com a equipe UCLA Bruins, entre 1964 e 1975. Ainda é membro do Basketball Hall of Fame como jogador (1961) e treinador (1973).